# Hoba (Meteorit)
Der Hoba-Meteorit (englisch Hoba Meteorite; in der Fachliteratur auch teilweise nur als Hoba bezeichnet) ist der bislang größte auf der Erde entdeckte Meteorit. Er befindet sich auf dem Gelände der „Hoba“-Farm in den Otavibergen, etwa 20 Kilometer westlich von Grootfontein in Namibia.
Seit 15. März 1955 beziehungsweise 13. April 1979 ist er ein Nationales Denkmal.

## Beschreibung
Die Angaben über das Gewicht schwanken zwischen 50 und 60 Tonnen. Seine ursprünglichen Abmessungen waren 2,70 Meter × 2,70 Meter × 0,90 Meter. Der Eisenmeteorit schlug vor etwa 80.000 Jahren auf der Erde ein und liegt immer noch in der ursprünglichen Position. Sein geschätztes Alter beträgt 190 bis 410 Millionen Jahre.
Der Meteorit besteht zu ca. 82 % aus Eisen, zu ca. 16 % aus Nickel und zu ca. 1 % aus Cobalt. Darüber hinaus enthält er eine Reihe von Spurenelementen wie Chrom, Gallium, Germanium, Iridium, Kohlenstoff, Kupfer, Schwefel und Zink. Meteoriten mit Nickelgehalten von über 15 % werden als Ataxite bezeichnet.

## Entdeckung
Vom Einschlag des Meteoriten war kein Krater mehr erhalten und die Entdeckung geschah zufällig. Als der Eigentümer des Landes sein Feld mit einem Ochsen pflügte, hörte er ein metallisch kratzendes Geräusch, bevor der Pflug plötzlich stehen blieb. Kurz darauf wurde der Meteorit freigelegt und vom Wissenschaftler Jacobus Hermanus Brits identifiziert und beschrieben. Der Bericht wurde 1920 veröffentlicht und ist im Grootfontein Museum zu sehen.

## Weitere Geschichte
Der Besitzer im Jahre 1987, J. Engelbrecht, hat dem Rat für Nationales Erbe (NHC) das Gebiet um den Meteoriten herum geschenkt. Daraufhin wurde das Gelände um den Meteoriten herum vom NHC und der Rössing Uranium Limited gestaltet.

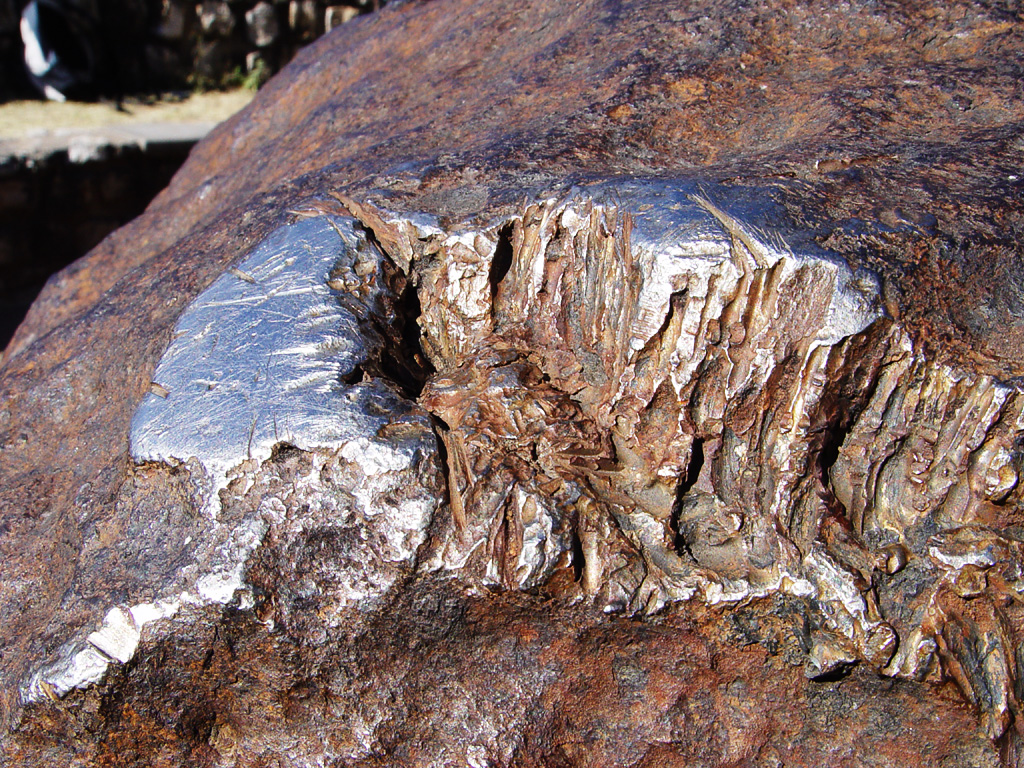
Hoba-Meteorit, Oberflächendetail

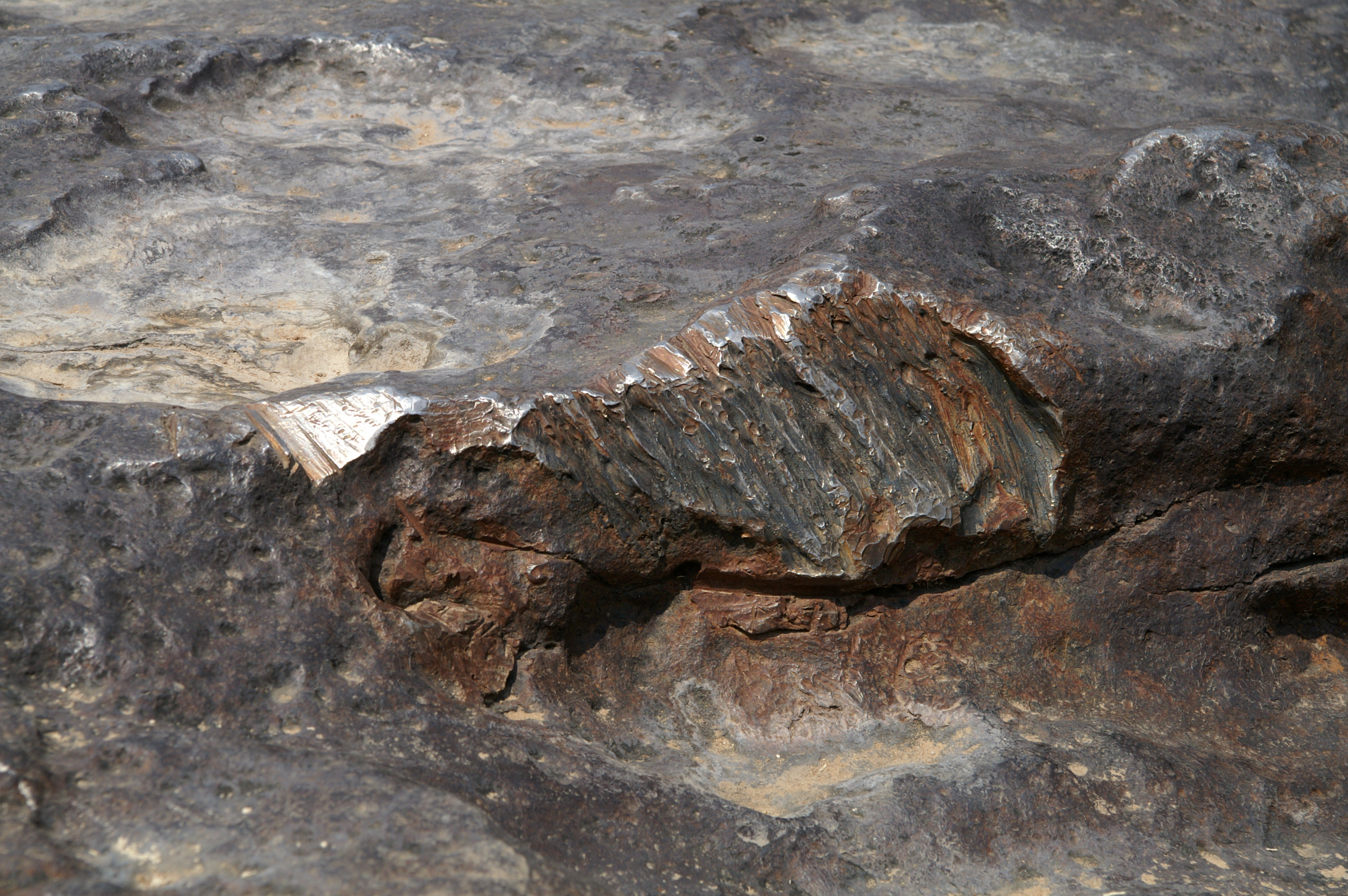
Beschädigung am Hoba-Meteoriten

Das Erdreich um den Meteoriten wurde ausgegraben und eine Art Amphitheater angelegt. Ferner wurden Toiletten, ein ausgebauter Pfad zum Meteoriten, ein kleines Kassenhaus mit einem Geschäft und Grillplätze angelegt.